# Diplazium striatum
Diplazium striatum là một loài thực vật có mạch trong họ Woodsiaceae. Loài này được (L.) C. Presl miêu tả khoa học đầu tiên năm 1836.